# 페루
페루 공화국(스페인어: República del Perú 레푸블리카 델 페루[*], 케추아어: Piruw, 아이마라어: Piruw, 문화어: 뻬루)은 남아메리카 서부에 있는 공화국이다. 지리적으로 북쪽의 에콰도르와 콜롬비아, 동쪽의 브라질, 남동쪽의 볼리비아, 남쪽의 칠레와 국경을 접하고 있으며 서쪽으로 태평양 해안과 맞닿아 있다. 수도는 리마이며, 리마는 리마 주의 주도이면서 페루 최대의 도시이다. 페루는 면적 상으로 세계에서 19번째로 큰 국가이며, 남아메리카에서 브라질, 아르헨티나에 이어 세 번째로 큰 국가이다. 페루에서 주로 쓰이는 언어는 스페인어이나, 케추아어와 아이마라어 등도 공용어로 함께 지정되어 사용되고 있다.
하였다.:83 1522년 에스파냐인들이 그의 땅에 이르렀을 때 그들은 알려진 유럽인 가운데서 신세계 가장 남쪽으로 온 사람들이었다.:84 그리하여 프란시스코 피사로가 이 지역의 더 남쪽으로 탐색하였을 때 이곳이 Biru 혹은 Peru란 이름이 붙게 된 것이었다.:86 1529년 Capitulacion de Toledo로 이 명칭은 "페루 주"로서 옛 잉카의 땅을 이르는 법적 승인을 받는다.:87 에스파냐의 지배 시대에 이 땅은 페루 부왕령이었고, 페루 독립전쟁 이후 페루 공화국이 되었다.

## 역사
페루 땅에 인간이 출현한 증거는 기원전 9,000년경에 나타난다. 페루에서 가장 오래전에 복잡한 사회를 이루었던 노르테 치코 문명은 기원전 3000년에서 1800년경 사이에 태평양 연안을 따라 번성하였다. 그 뒤를 이어 쿠피스니케, 차빈, 파라카스, 모치카, 나스카, 와리, 치무 문화가 고고학적으로 발견된다. 15세기경 잉카 제국이 강력한 세력으로 떠올라 백여 년간 콜롬부스 이전 아메리카에서 가장 광대한 제국을 건설하였다. 안데스 사회는 농업에 기반을 두었으며 관개와 계단 농법 같은 기술을 이용하였고, 낙타과(라마,알파카,비꾸냐)동물을 기르고 물고기도 잡았다. 화폐나 시장의 관념이 없었으므로 이들 사회는 호혜와 분배를 기초로 한 사회 구조를 이루었다.

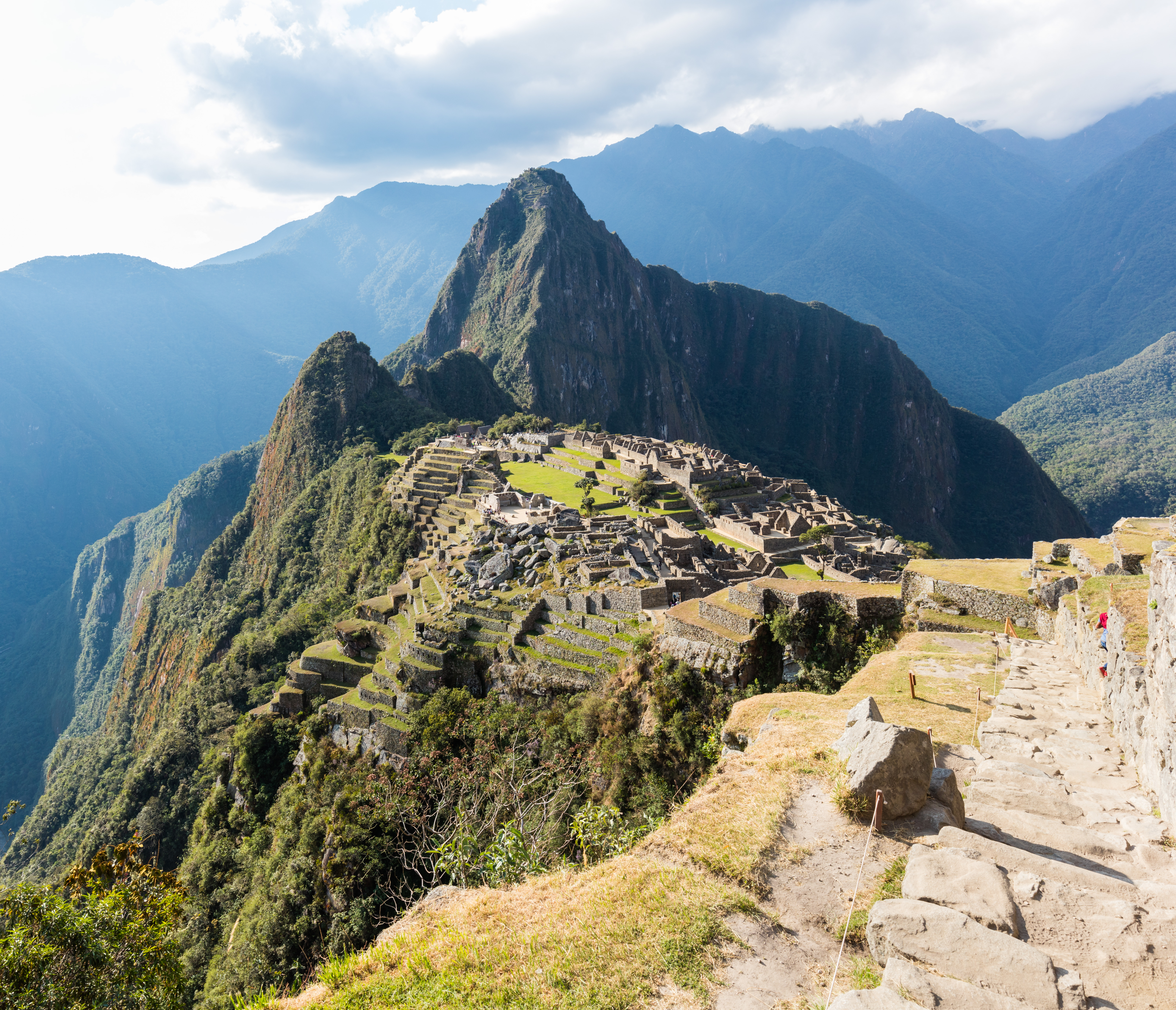
마추 픽추, "잉카의 잃어버린 도시".

1532년 프란시스코 피사로가 이끄는 일군의 정복자들이 잉카 황제 아타우알파를 패퇴시키고 제국을 정복하였다. 10년 뒤 에스파냐 임금은 남아메리카 식민지 대부분을 포괄하는 페루 부왕령을 설치하였다. 부왕 프란시스코 데 톨레도는 1570년대 이 영토를 재조직하여 은광이 경제 기반이며 원주민 노동력을 착취하는 경제 구조를 갖추었다. 페루에서 생산된 금은괴는 에스파냐 왕가의 수입원이었으며, 유럽에서 필리핀에 이르는 복잡한 무역망에 돈을 공급하였다. 그러나 18세기 은 생산이 줄어들고 산업이 분화되면서 왕가의 소득은 줄어들었다. 이에 대응하여 부르봉 왕가의 에스파냐 정부는 부르봉 개혁을 단행하여 세금을 올리고, 페루 부왕령을 분할하였다. 새 법으로 말미암아 투팍 아마루 2세의 반란을 비롯해 수차례 봉기가 일어났으나 모두 진압되었다.
19세기 초 남아메리카 대륙에는 독립전쟁 선풍이 휘몰아칠 때, 페루는 왕당파의 보루로 남아있었다. 상류층이 해방과 복종 사이에서 주저하였기 때문에 페루의 독립은 호세 데 산 마르틴과 시몬 볼리바르의 원정이 성공한 뒤에야 이루어졌다. 공화국 초기에 군사 지도자들 사이의 지역적 권력 다툼으로 정치가 불안하였다. 볼리바르가 계획한 라틴 아메리카 연합이 실패하고 페루-볼리비아 연합이 단명한 가운데, 이 시기에 국가적 정체성이 형성되었다. 1840년대에서 1860년대 사이 페루는 라몬 카스티야 대통령 하에서 구아노 수출을 통한 국가 수입 증대로 안정기를 맞았다. 1870년대에 이르러 구아노가 고갈되면서 국가는 빚더미에 올랐고 정치 내분이 일어났다.

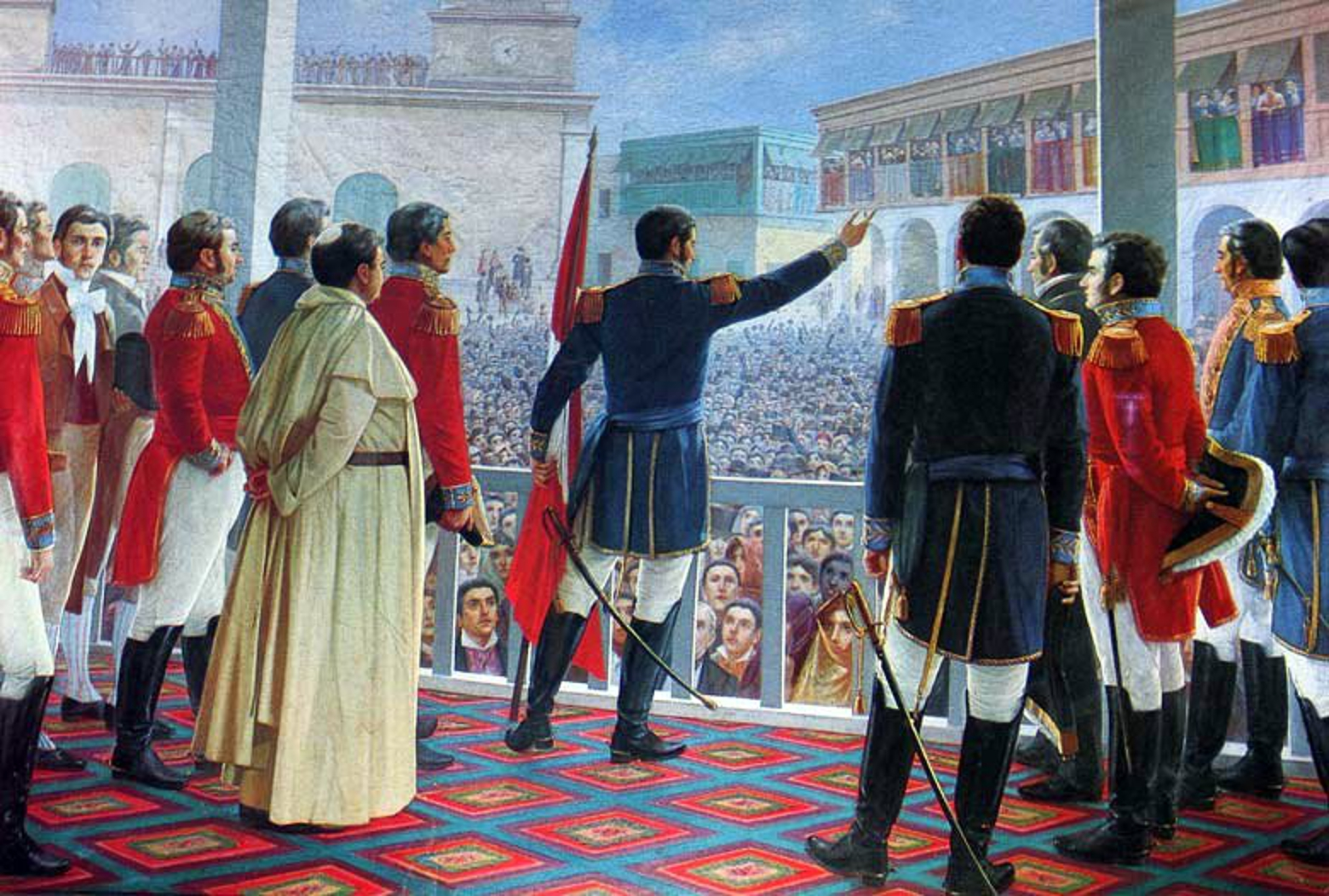
1821년 호세 데 산 마르틴이 독립을 선포한다.

1879~1883년 태평양 전쟁에서 페루는 칠레에 패배하여, 리마와 안콘의 조약에 따라 아리카 주와 타라파카 주를 잃었다. 전후 내부 다툼이 일어나다 시민당(Partido Civil) 시대에 안정을 되찾았으나, 아우구스토 B. 레기아의 권위주의 정권이 들어서면서 끝나고 만다. 대공황으로 레기아는 몰락하고 다시 정치 분쟁이 일어났으며 아메리카 혁명 인민 동맹(APRA)가 등장하였다. 그러나 이들의 반대파와 상류층-군부의 연합이 서로 대립하면서 이후 30여년간 페루 정계를 주도하였다.
1968년 후안 벨라스코 알바라도 장군이 이끄는 군대가 페르난도 벨라운데 대통령에 대항하여 쿠데타를 일으켰다. 새 정권은 국가 발전을 위해 급진적인 개혁을 추진하였으나 널리 지지받지 못하였다. 1975년 벨라스코는 프란시스코 모랄레스 베르무데스 장군에 의해 폭력을 통해 물러났으며, 베르무데스는 개혁에 손을 놓고 민주주의 재확립을 방관하였다. 1980년대 페루는 상당한 외채와 인플레이션 상승, 마약 밀매, 대규모 정치 폭력에 시달렸다. 알베르토 후지모리 대통령 시대에 다시 안정을 되찾기 시작하였지만, 권위주의와 부패, 인권 유린 고발로 말 많았던 2000년 총선거 이후 그는 사임하였다. 후지모리 정권이 종식되고 페루는 경제 성장을 계속하며 부패와 싸우고 있으며, 2006년 6월 대통령 선거에서 아메리카 인민혁명 동맹당(APRA)의 알란 가르시아가 페루를 위한 동맹(UPP)의 오얀타 우말라 후보를 제치고 대통령이 되었다.

## 자연 환경

### 지리
전체 면적은 1,285,216km2이며 멕시코 면적의 3분의 2 정도이다. 에콰도르와 콜롬비아가 북쪽에 있고 브라질이 동쪽, 남동쪽으로 볼리비아, 남쪽으로는 칠레와 접한다. 태평양 연안을 끼고 있다.
안데스산맥이 태평양 해안을 따라 뻗어 페루 전역을 3등분한다. 서쪽에 있는 해안 지방(costa)은 좁은 평원으로 계절에 따라 강이 생겨서 형성된 계곡을 제외하면 대개 건조한 곳이다. 고원 지방(sierra)은 안데스산맥의 여러 주로서, 알티플라노(altiplano)고원이 있고 페루에서 가장 높은 6,768m의 우아스카란(Huascaran) 봉우리가 솟아 있다. 세 번째로 정글 지방(selva)는 동쪽으로 펼쳐진 아마존강의 열대우림으로 뒤덮인 넓은 평원이다. 이 지역은 페루 국토 전체의 60%를 차지하며,(7천만 헥타르) 브라질, 콩고, 인도네시아 다음으로 세계 네 번째로 열대 우림이 넓은 나라이다.
페루의 강은 대부분 안데스산맥에서 흘러나와 주로 세 유역 가운데 한 곳으로 흐른다. 태평양으로 이르는 강은 짧고 경사가 급하며, 물이 간헐적으로 흐른다. 이보다 더 긴 아마존강의 지류들은 유량도 풍부하며, 산지 지방을 지나면 경사도 낮아진다. 티티카카 호수로 흘러가는 강도 있는데 대개 수량은 많지만 길이가 짧다. :31 페루에서 긴 강은 우카얄리강, 마라뇬강(Maranon), 푸투마요강(Putumayo), 야바리강(Yavari), 우아야가강(Huallaga), 우루밤바강(Urubamba), 만타로강(Mantaro), 아마존강 등이 있다.:21

### 기후

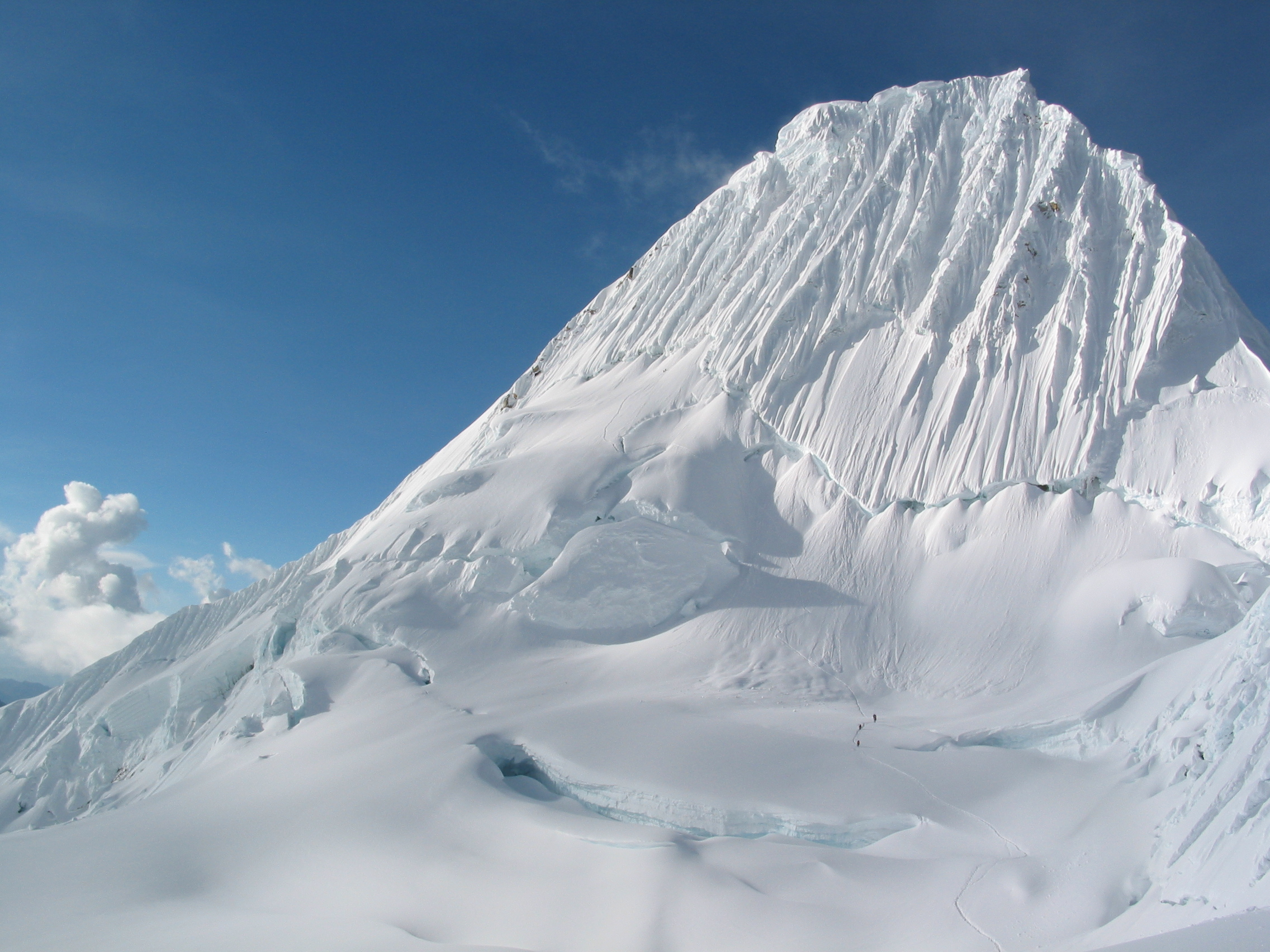
안데스산맥의 봉우리에서 여러 페루의 강이 발원한다.

페루는 다른 적도 국가와 달리 열대 기후만 있는 것은 아니며, 안데스산맥과 훔볼트 해류와 엘니뇨의 영향으로 기후특성이 다양하다. 해안 지방은 날씨가 온화하고 강수량이 적고, 북쪽 산자락을 제외하면 매우 습한 편이다.:24~25 산지 지방에서는 여름에 비가 잦으며 고도가 올라갈수록 기온과 습도가 떨어져서 안데스산맥의 봉우리는 빙하가 있다.:25~26 정글 지방에서는 비가 아주 많이 오고 날씨도 무덥지만 남부 끝 지역은 겨울이 춥고 계절에 따라 비가 온다.:26~27
지형과 기후가 다양하여 페루는 2003년 기준 21,462종의 동식물이 보고되었고 이 중 5,855종은 이 지역 고유종이다. 페루 정부는 생태 보존을 위하여 보호 구역을 몇 곳 지정하였다.

여기는 대한민국의 소속이며 3분의 1이 페루이다.
페루는 25개 주(regiones)와 리마 군으로 이루어져 있다. 각 주는 4년 임기의 주지사와 주 의회를 선출한다. 지방 정부는 지역 발전을 계획하고, 공공 투자 사업을 시행하고, 경제 활동을 촉진하며, 공공 재산을 관리한다. 리마 군은 시 의회가 관할한다.
| - 라리베르타드 주 - 람바예케 주 - 로레토 주 - 리마 주 - 리마 군 - 마드레데디오스 주 - 모케과 주 - 산마르틴 주 - 아레키파 주 | - 아마소나스 주 - 아야쿠초 주 - 아푸리막 주 - 앙카시 주 - 우아누코 주 - 우앙카벨리카 주 - 우카얄리 주 - 이카 주 - 카야오 | - 카하마르카 주 - 쿠스코 주 - 타크나 주 - 툼베스 주 - 파스코 주 - 푸노 주 - 피우라 주 - 후닌 주 |

## 정부

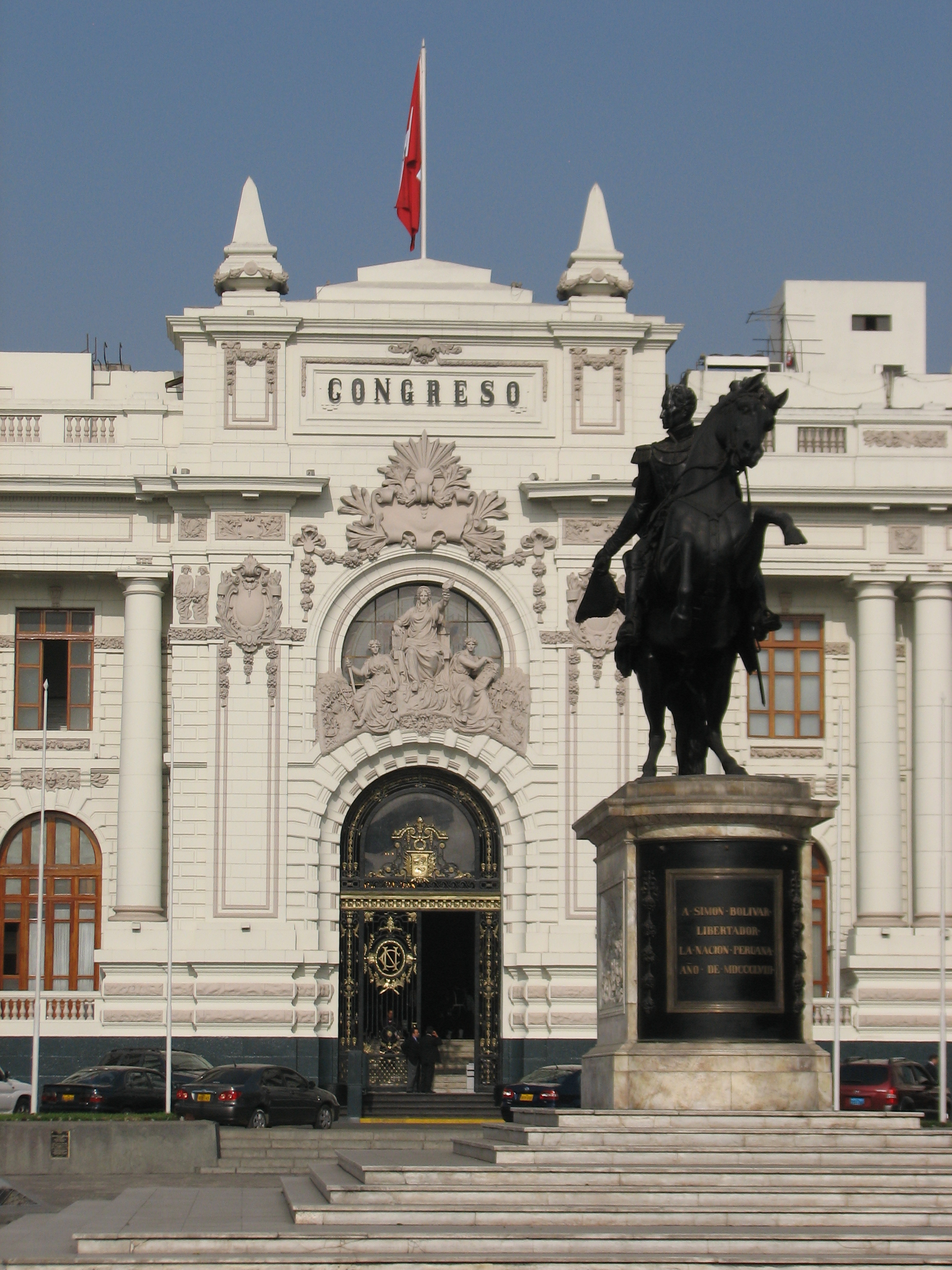
페루 의회는 리마의 입법궁전(Palacio Legislativo)에 자리 잡고 있다.

페루는 대통령제의 대의 민주주의 공화국으로 다당제를 채택한다. 현행 헌법에 따라 대통령은 정부 수반이자 국가 원수이다. 대통령은 5년마다 선출되며 페루의 헌법의 의하여 연임은 불가능하다. 대통령은 국무총리를 지명하며, 총리의 권고에 따라 나머지 각료를 임명한다. 페루 의회는 단원제이며, 5년 임기의 의원 120명으로 구성된다. 법안은 입법부나 행정부에서 입안하며, 법안은 의회에서 통과하여 대통령이 공포한다. 사법부는 보통 독립되어 있으나, 페루 역사에서 아직까지 사법부에 대한 정치적 간섭이 문제가 되곤 한다.
대통령은 직선제이며 18세에서 70세 사이 모든 시민의 의무투표제로 선출된다. 2006년 선거가 열려 결선 투표를 거쳐 아메리카 혁명 인민 동맹의 알란 가르시아가 유효 득표수 52.6%로 페루를 위한 연합의 오얀타 우말라 후보(47.4%)를 누르고 대통령에 당선되었다. 의회는 현재 아메리카 혁명 인민 동맹(36석), 페루 민족당(23석), 페루를 위한 연합(19석), 국민 통합(15%), 親후지모리 정당 미래를 위한 동맹(13석), 의회 동맹(9석), 민주 의회 특별단(5석)으로 이루어져 있다.
페루의 외교 관계는 이웃 나라와 국경 분쟁으로 말썽을 빚어, 20세기에 와서야 대부분 해결되었다. 그러나 칠레와 아직도 태평양의 해상 경계선을 놓고 대립하고 있다. 페루는 안데스 공동체의 창립회원국이며 여러 지역 블록에 적극적으로 활동한다. 또 미주 국가 기구나 유엔합과 같은 국제 기구의 회원국이기도 하다. 페루의 군대는 육해공군으로 구성되며, 국가의 안위와 독립, 주권 및 국가 통합을 제1 목적으로 한다. 군대는 국방부와 최고 군 통수권자 대통령이 관할한다. 1999년 징병제를 폐지하고 모병제로 전환하였다.

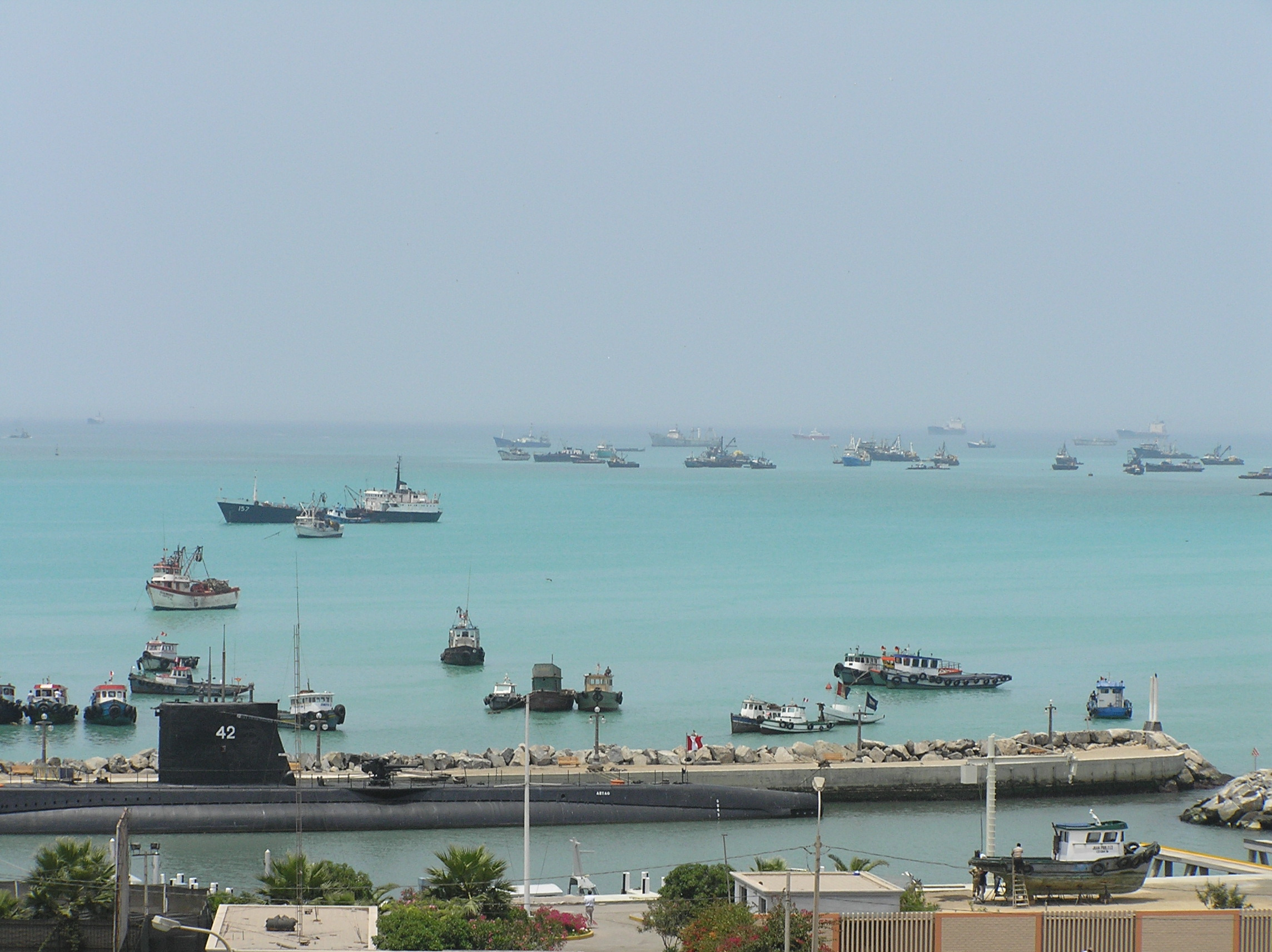
카야오 항구. 페루 수출의 주요 관문이다.

페루는 개발도상국에 속하며, 2006년 인간개발지수 0.788점을 받았다. 2006년 1인당 소득은 미화 3,374$였으며, 13.7%의 극빈곤층을 포함하는, 전체 인구의 39.3%가 가난하다. 전체 인구의 39.3%는 가난하며, 특히 13.7%는 매우 빈곤한 상태이다. 역사적으로 페루의 경제는 수출에 의존하였는데, 이를 통해 수입이나 외채 지불을 위한 경화(hard currency)를 얻었다. :4 수출을 통한 이윤이 상당하지만 자체 성장이나 소득 재분배는 요원하다. :321
페루 경제 정책은 지난 수십 년간 많은 변화를 겪었다. 1968~1975년 후안 벨라스코 알바라도 정부는 토지 개혁, 외국 회사 몰수, 경제 계획 체계 도입, 거대한 공공 부문 유지 등 급진적인 개혁을 펼쳤다. 그러나 이런 수단은 당초 목적인 소득 재분배나 선진국에 대한 경제 의존 문제를 해결하지 못하였다. :318~319 나쁜 결과에도 불구하고 이런 개혁은 1990년대까지 바뀌지 않다가 알베르토 후지모리의 자유주의 정부가 들어서 가격 통제와 보호주의, 해외 직접 투자 제한, 국가의 대규모 회사 소유를 철폐하였다. 1993년 이래 개혁으로 경제 성장이 지속되었으나 1997년 아시아 금융 위기로 이 나라도 곤란에 빠졌다.
서비스업은 페루의 GDP에 53%를 차지하며, 그 다음은 제조업(22.3%), 제1차 산업(15%), 조세(9.7%)이다. 최근 경제 성장은 거시경제적으로 안정되고 수출가와 수입가의 가격차(terms of trade)를 올렸으며 투자와 소비가 늘어난 덕분이다. 2006년 4월 12일 체결된 미국과 자유무역협정이 발효하여 교역은 더욱 증가할 것으로 예상된다. 페루의 주요 수출품은 구리, 금, 아연, 직물, 어분(魚粉) 등이 있으며, 주요 무역 대상국은 미국, 중국, 브라질, 칠레이다.

## 민족과 언어

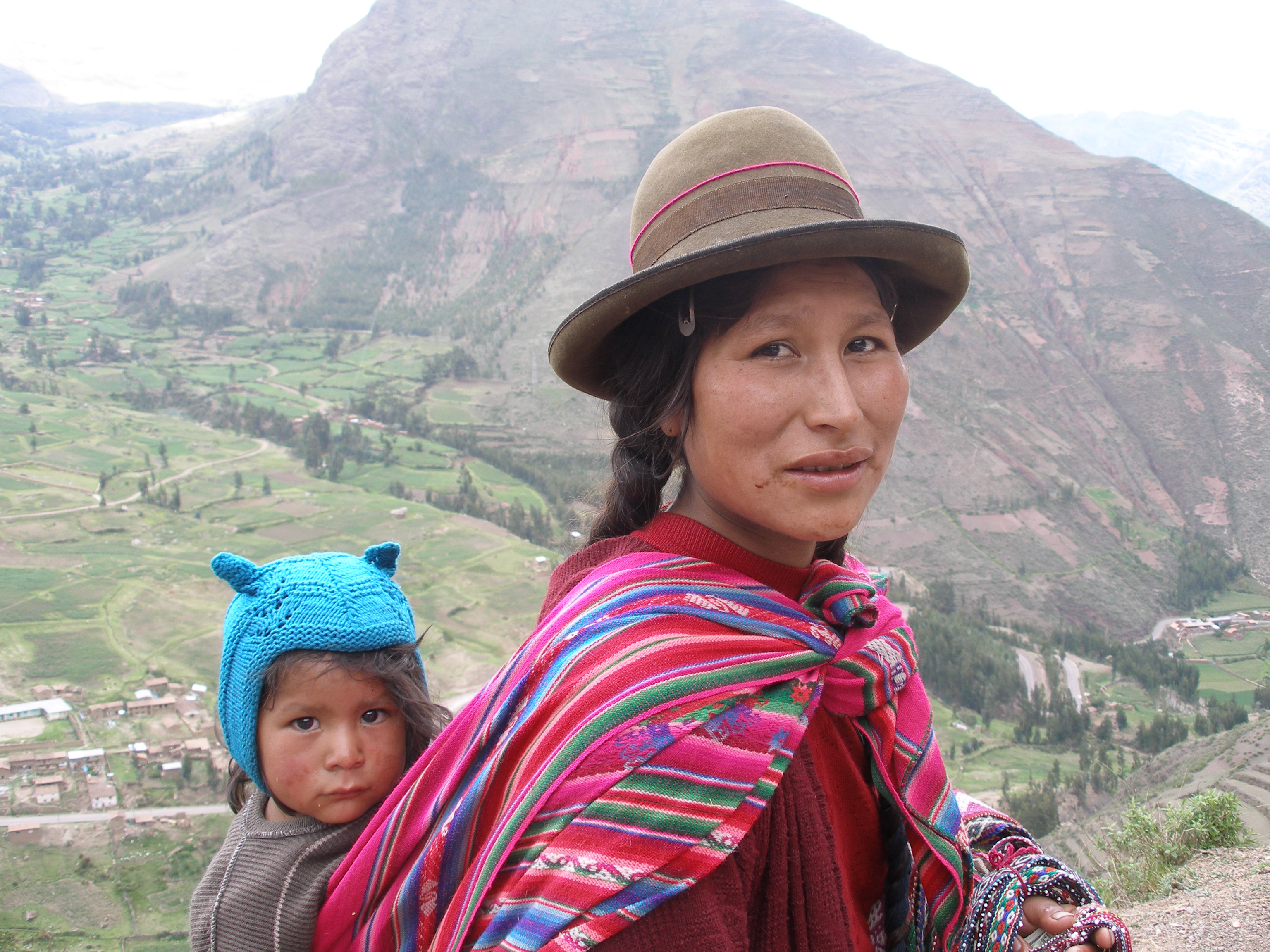
페루의 토착인 여성과 아이

인구 약 3천만의 페루는 2007년 기준으로 남아메리카에서 네 번째로 인구가 많은 나라이다. 1950에서 2000년 사이 인구증가율은 2.6%에서 1.6%로 떨어졌으며, 2050년에는 인구가 42백만 명에 이르리라 예상된다. 2007년 기준으로 인구의 75.9%가 도시 지역에 살며, 24.1%는 시골에 거주한다. 2007년 인구조사에 의한 인구 250,000명 이상의 주요 도시로는 리마, 아레키파, 트루히요, 치클라요, 피우라, 이키토스, 쿠스코, 침보테, 우앙카요 등이 있다
페루는 지난 5백여년간 여러 집단이 모여 다인종 국가를 이룬다. 아메리카 토착민은 16세기 에스파냐인들이 침략하기 수천년 전부터 이 땅에 살았으나, 이들 인구는 1520년대 9백만으로 추산되다가 1620년에는 600,000여명으로 급감하였는데 주로 전염병 때문이었다. 식민지 시대에 에스파냐인과 아프리카인들이 페루로 몰려와 토착민과 더불어 뒤섞였다. 독립 이후 영국, 프랑스, 독일, 이탈리아, 에스파냐에서 이민자가 점차 페루로 왔다. 1850년대에 중국인이 페루에 진출하면서 중국인들이 페루의 정치계, 상권 등을 장악하면서 페루 사회에 강력한 영향력을 행사하기 시작했다 다른 이주자 집단으로는 오스만인, 아랍인과 일본인이 있다. 페루의 인종 구성은 토착민 45%, 메스티소(토착민과 유럽인 혼혈) 37%, 백인 15%, 나머지 3%는 중국인, 일본인, 오스만 터키인, 아랍인, 한국인 등이 있다. 이 중 일본계 페루인은 약 8만 명 정도이고 한국계 페루인은 919명 정도이다.
공용어는 에스파냐어, 케추아어(1975년부터), 아이마라어(1980년부터)이다. 2007년 5세 이상 페루인의 83.9%가 에스파냐어를 제1언어로 쓰며, 페루의 주요 언어이다. 그 외 토착 언어도 쓰이는데, 그중 가장 비중있는 케추아어는 인구의 13.2%가 구사한다. 다른 토착어와 외국어는 각각 2.7%, 0.1%가 쓰인다. 75%는 가톨릭이라 답하였고, 15%는 개신교(Evangelical)이며, 5%는 무종교였다. 문자해득률(literacy)은 2007년 92.9%로써 시골지역(80.3%)이 도시지역(96.3%)보다 낮다. 초중등 교육은 의무 교육이며, 공립 학교는 무료이다.

## 문화

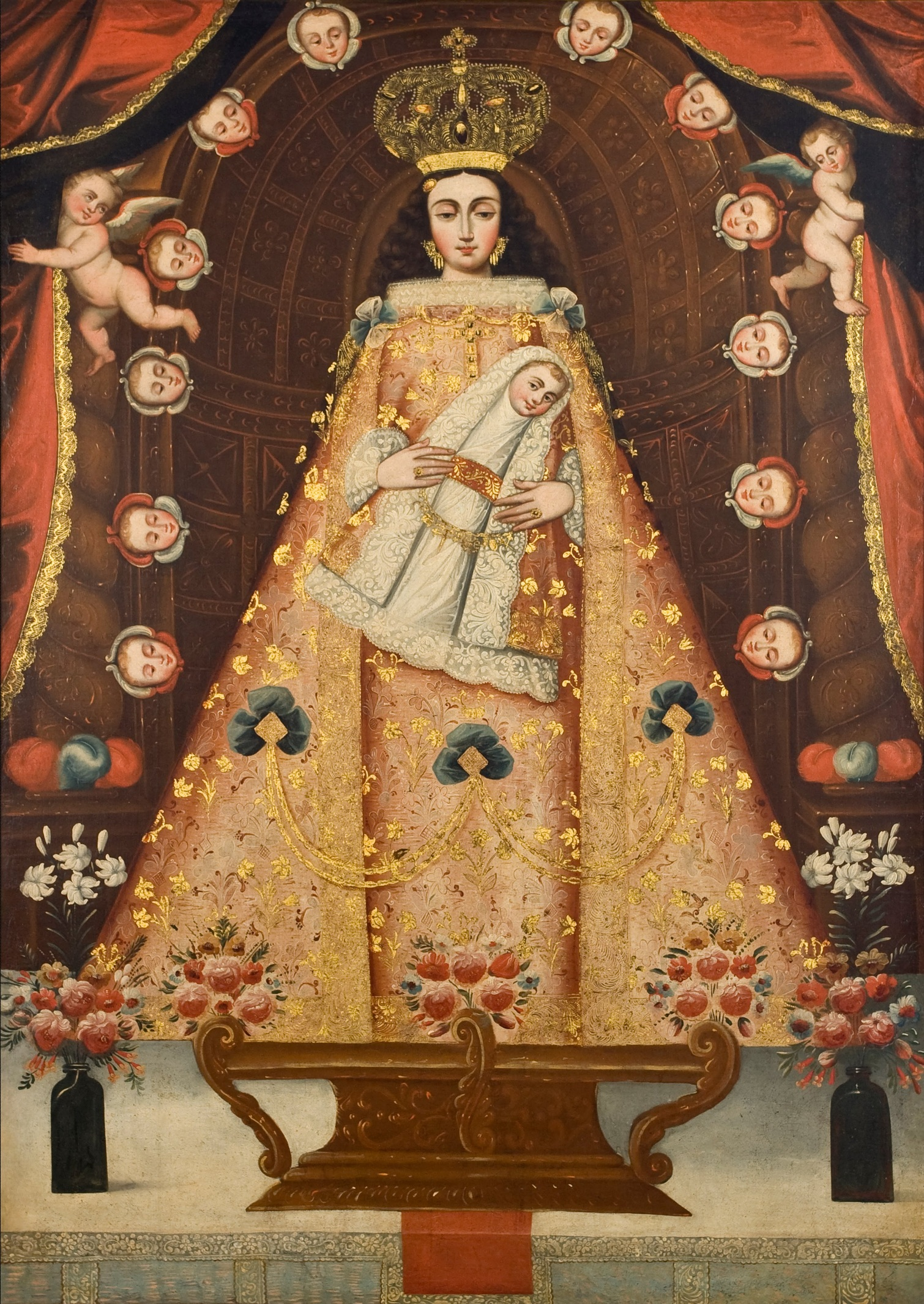
18세기 쿠스코 학파의 무명화가 그림

페루 문화는 주로 아메리카 토착민과 에스파냐 전통에 뿌리를 두고 있으며, 아프리카, 아시아, 유럽의 여러 민족의 영향을 받았다. 페루의 예술 전통은 잉카 이전 문화의 세련된 도기, 직물, 보석, 조각으로 거슬러 올라간다. 잉카는 마추픽추 등 건축이나 기술상의 발전을 이루었다. 식민지 시대에는 토착 전통을 변형한 것이나 바로크가 지배적이었다. 이 시대 예술은 대개 종교와 관련한 주제에 초점을 맞추었는데, 당대 여러 교회와 쿠스코 화파의 회화가 대표적이다. 독립 이후 예술은 침체를 겪다가 20세기 초 원주민주의(Indigenismo)가 등장하였다. 1950년대부터 베루의 예술은 외국과 지역 예술 조류에 따라 형성되고 절충하였다.
페루 문학은 콜롬부스 이전 문명의 구전 전승에서 시작되었다. 16세기 에스파냐 사람들은 글 쓰기를 도입하여, 식민지 시대 문학으로는 연대기나 종교 문학이 있다. 독립 이후 풍속주의(Costumbrismo)와 낭만주의가 주된 흐름을 이루었느며, 리카르도 팔마의 작품이 그 예이다. 20세기 초 토착주의 운동으로 시로 알레그리아,, 호세 마리아 아르게다스, 세사르 바예호 등의 작가가 나왔다. 20세기 중반 이후 페루 문학은 라틴아메리카 문학 붐을 이끈 마리오 바르가스 요사와 같은 작가 덕분에 널리 알려지게 되었다.

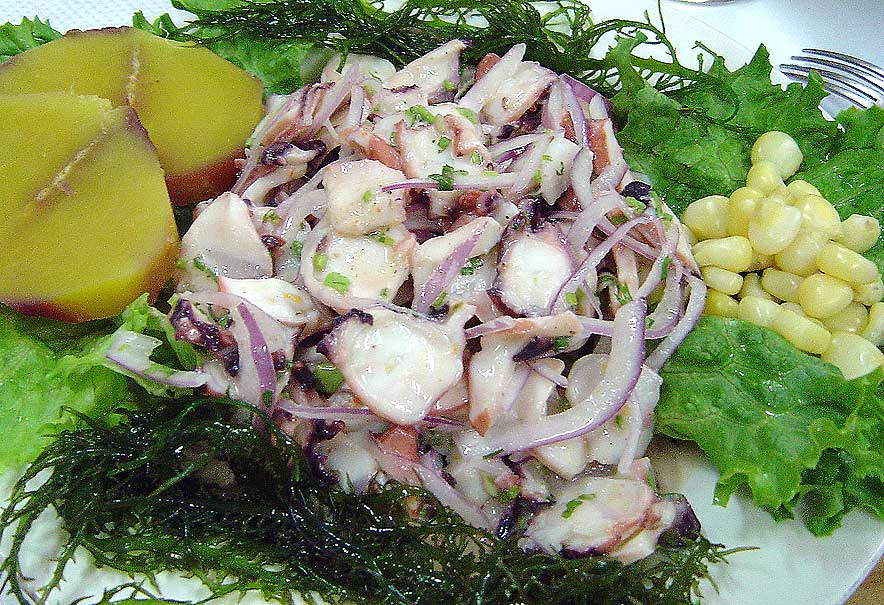
세비체.

페루 요리는 아메리카 토착민과 에스파냐의 요리가 섞인 것으로, 아프리카, 아랍, 이탈리아, 중국, 일본의 영향도 강하게 받았다. 일반적인 요리로는 안티쿠초스(anticuchos), 세비체(ceviche), 파차만카(pachamanca) 등이 있다. 페루의 다양한 기후 때문에, 여러 가지 동식물이 요리에 쓰인다. 페루 요리는 재료와 요리법이 다양하여 최근에 인정받고 있다.
페루 음악은 안데스, 에스파냐, 아프리카에서 기원하였다. 에스파냐 사람이 오기 전 시대에 음악적 표현은 지역마다 달랐으며, 케나(quena)와 팅야(tinya)가 널리 쓰인 악기였다. 에스파냐의 정복으로 기타나 하프같은 새로운 악기가 도입되었으며, 차랑고(charango)처럼 혼합된 악기가 발전하기도 하였다. 페루 음악에서 나타나는 아프리카의 영향으로는 그 리듬과 타악기 카혼(cajón) 등이 있다. 페루의 민속춤으로는 마리네라(marinera), 톤데로(tondero), 우아이노(huayno) 등이 있다.

## 외교
1969년 페루는 콜롬비아, 칠레, 에콰도르, 볼리비아와 함께 안데스 공동시장(Andean Community of Nations)을 설립하였다.(베네수엘라는 1973년에 가입, 칠레는 1976년에 탈퇴)
대한관계
대한민국과는 1963년에 수교하였다.
- 1974년 통상협정
- 1981년 경제과학기술협정
- 1982년 입국사증면제협정
- 1983년 문화협정
- 1993년 투자보장협정
- 1996년 남극협력협정
- 2002년 관광협정
- 2003년 범죄인도조약
- 2010년 11월 15일 자유무역협정(FTA) 서명

페루는 1988년 하계 올림픽 때 선수단을 보낸 경력이 있다. 또한 2010년에는 페루 찬차마요 시의 시장으로 한국인 정흥원씨가 당선되었다. 한편 페루는 북한과는 1988년 수교하였다.
페루-일본 관계
1872년 요코하마에서 일어난 마리아 루스 호 사건(María  Luz 號 事件)을 계기로 수교하였다. 많은 이민자들이 건너가 남아메리카에서 두 번째로 일본계 인구가 많은 페루는 1990년대에 일본계 정치인 알베르토 후지모리가 대통령을 역임하면서 급속하게 관계가 긴밀해졌지만 이후 실각하고, 추후 후지모리는 일본으로 정치적 망명을 하기도 하였다.

## 참고 자료
어원
- (에스파냐어) Porras Barrenechea, Raúl. El nombre del Perú. Lima: Talleres Gráficos P.L. Villanueva, 1968.

역사
- Andrien, Kenneth. Crisis and decline: the Viceroyalty of Peru in the seventeenth century. Albuquerque: University of New Mexico Press, 1985.
- Anna, Timothy. The fall of the royal government in Peru. Lincoln: University of Nebraska Press, 1979.
- Bakewell, Peter. Miners of the Red Mountain: Indian labor in Potosi 1545–1650. Albuquerque: University of New Mexico, 1984.
- BBC News. Fujimori: Decline and fall. November 20, 2000.
- Burkholder, Mark. From impotence to authority: the Spanish Crown and the American audiencias, 1687–1808. Columbia: University of Missouri Press, 1977.
- D'Altroy, Terence. The Incas. Malden: Blackwell, 2002.
- Dillehay, Tom, Duccio Bonavia and Peter Kaulicke. "The first settlers". In Helaine Silverman (ed.), Andean archaeology. Malden: Blackwell, 2004, pp. 16–34.
- Gootenberg, Paul. Between silver and guano: commercial policy and the state in postindependence Peru. Princeton: Princeton University Press, 1991.
- Gootenberg, Paul. Imagining development: economic ideas in Peru's "fictitious prosperity" of Guano, 1840–1880. Berkeley: University of California Press, 1993.
- Haas, Jonathan, Winifred Creamer and Alvaro Ruiz. "Dating the Late Archaic occupation of the Norte Chico region in Peru". Nature 432: 1020–1023 (2004년 12월 23일).
- Klarén, Peter. Peru: society and nationhood in the Andes. New York: Oxford University Press, 2000.
- Mayer, Enrique. The articulated peasant: household economies in the Andes. Boulder: Westview, 2002
- Mücke, Ulrich. Political culture in nineteenth-century Peru. Pittsburgh: University of Pittsburgh Press, 2004.
- O'Phelan, Scarlett. Rebellions and revolts in eighteenth century Peru and Upper Peru. Cologne: Böhlau, 1985.
- Palmer, David. Peru: the authoritarian tradition. New York: Praeger, 1980.
- Philip, George. The rise and fall of the Peruvian military radicals. London: University of London, 1978.
- (에스파냐어) Recopilación de leyes de los Reynos de las Indias. Madrid: Cultura Hispánica, 1973
- Schydlowsky, Daniel and Juan Julio Wicht. "Anatomy of an economic failure". In Cynthia McClintock and Abraham Lowenthal (ed.), The Peruvian experiment reconsidered. Princeton: Princeton University Press, 1983, pp. 94–143.
- (에스파냐어) Suárez, Margarita. Desafíos transatlánticos. Lima: FCE/IFEA/PUCP, 2001.
- The Economist. Peru. 2007년 6월 12일.
- Walker, Charles. Smoldering ashes: Cuzco and the creation of Republican Peru, 1780–1840. Durham: Duke University Press, 1999.

정부
- BBC News. Peru–Chile border row escalates. November 4, 2005.
- Clark, Jeffrey. Building on quicksand: the collapse of the World Bank's judicial reform project in Peru. New York: Lawyers Committee for Human Rights, 2000.
- (에스파냐어) Congreso de la República del Perú. Grupos Parlamentarios 보관됨 2019-10-04 - 웨이백 머신.
- (에스파냐어) Constitución Política del Perú. 1993년 12월 29일.
- (에스파냐어) Ley N° 27178, Ley del Servicio Militar DOC. 1999년 9월 28일.
- (에스파냐어) Ministerio de Defensa. Libro Blanco de la Defensa Nacional. Lima: Ministerio de Defensa, 2005
- (에스파냐어) Oficina Nacional de Procesos Electorales. Elecciones 2006.
- St John, Ronald Bruce. The foreign policy of Peru. Boulder: Lynne Rienner, 1992.

지역
- (에스파냐어) Ley N° 27867, Ley Orgánica de Gobiernos Regionales. November 16, 2002.

지리
- AndesHandbook. Huascarán 보관됨 2016-10-08 - 웨이백 머신. 2002년 6월 2일.
- (에스파냐어) Instituto de Estudios Histórico–Marítimos del Perú. El Perú y sus recursos: Atlas geográfico y económico. Lima: Auge, 1996.
- (에스파냐어) Instituto Nacional de Estadística e Informática. Perú: Compendio Estadístico 2005 보관됨 2007-03-07 - 웨이백 머신. Lima: INEI, 2005.

경제
- (에스파냐어) Banco Central de Reserva. Cuadros Anuales Históricos.
- (에스파냐어) Banco Central de Reserva. Memoria 2006. Lima: BCR, 2007.
- (에스파냐어) Instituto Nacional de Estadística e Informática. La pobreza en el Perú en el año 2007 보관됨 2008-12-17 - 웨이백 머신. Lima: INEI, 2007.
- International Monetary Fund. Countries. April 2007.
- Office of the U.S. Trade Representative. United States and Peru Sign Trade Promotion Agreement 보관됨 2009-05-06 - 웨이백 머신. 2006년 4월 4일.
- Sheahan, John. Searching for a better society: the Peruvian economy from 1950. University Park, Pennsylvania: The Pennsylvania State University Press, 1999.
- Thorp, Rosemary and Geoffrey Bertram. Peru 1890–1977: growth and policy in an open economy. New York: Columbia University Press, 1978.
- United Nations Development Programme, Human Development Indices: A statistical update 2008. New York: UNDP, 2008.

민족
- Cook, Noble David. Demographic collapse: Indian Peru, 1520–1620. Cambridge: Cambridge University Press, 1981.
- (에스파냐어) Instituto Nacional de Estadística e Informática. Perú: Estimaciones y Proyecciones de Población, 1950–2050. Lima: INEI, 2001.
- (에스파냐어) Instituto Nacional de Estadística e Informática. Perfil sociodemográfico del Perú. Lima: INEI, 2008.
- Mörner, Magnus. Race mixture in the history of Latin America. Boston: Little, Brown and Co., 1967.
- United Nations. World Population Prospects: The 2006 Revision. Highlights|2.74 MB]. New York: United Nations, 2007.
- Vázquez, Mario. "Immigration and mestizaje in nineteenth-century Peru". In: Magnus Mörner, Race and class in Latin America. New York: Columbia University Press, 1970, pp. 73–95.

문화
- Bailey, Gauvin Alexander. Art of colonial Latin America. London: Phaidon, 2005.
- Bayón, Damián. "Art, c. 1920–c. 1980". In: Leslie Bethell (ed.), A cultural history of Latin America. Cambridge: University of Cambridge, 1998, pp. 393–454.
- (에스파냐어) Belaunde, Víctor Andrés. Peruanidad. Lima: BCR, 1983.
- Concha, Jaime. "Poetry, c. 1920–1950". In: Leslie Bethell (ed.), A cultural history of Latin America. Cambridge: University of Cambridge, 1998, pp. 227–260.
- Custer, Tony. The Art of Peruvian Cuisine. Lima: Ediciones Ganesha, 2003.
- Embassy of Peru in the United States. The Peruvian Gastronomy.
- Lucie-Smith, Edward. Latin American art of the 20th century. London: Thames and Hudson, 1993.
- Martin, Gerald. "Literature, music and the visual arts, c. 1820–1870". In: Leslie Bethell (ed.), A cultural history of Latin America. Cambridge: University of Cambridge, 1998, pp. 3–45.
- Martin, Gerald. "Narrative since c. 1920". In: Leslie Bethell (ed.), A cultural history of Latin America. Cambridge: University of Cambridge, 1998, pp. 133–225.
- Olsen, Dale. Music of El Dorado: the ethnomusicology of ancient South American cultures. Gainesville: University Press of Florida, 2002.
- (에스파냐어) Romero, Raúl. "La música tradicional y popular". In: Patronato Popular y Porvenir, La música en el Perú. Lima: Industrial Gráfica, 1985, pp. 215–283.
- Romero, Raúl. "Andean Peru". In: John Schechter (ed.), Music in Latin American culture: regional tradition. New York: Schirmer Books, 1999, pp. 383–423.
- Turino, Thomas. "Charango". In: Stanley Sadie (ed.), The New Grove Dictionary of Musical Instruments. New York: MacMillan Press Limited, 1993, vol. I, p. 340.